# Eduardo Pons Echeverry
Eduardo Pons Etcheverry (1915 - 1987) fue un abogado y político uruguayo perteneciente al Partido Nacional. Apodado cariñosamente "Tatán".

## Trayectoria
Graduado como abogado en la Universidad de la República. Fue socio de su colega y correligionario Luis Eduardo Mallo.
Fue Ministro de Instrucción Pública y Previsión Social durante el primer colegiado blanco (1959-1963).
De destacada actuación como dirigente futbolístico, presidió el Club Nacional de Football en el periodo 1962-1967.
Fue notable su participación en el debate televisivo del programa "En Profundidad", emitido por Canal 4 TV Monte Carlo en plena dictadura cívico-militar, el 14 de noviembre de 1980, previo a la realización del plebiscito constitucional. En el curso del mismo, aludió a una cita de la obra teatral El rinoceronte de Eugène Ionesco, para criticar con ironía a los colaboradores de la dictadura.
Posteriormente, en las elecciones internas de 1982, participó con lista propia, la ACG, obteniendo escasa votación. Después, se retiró de la actividad pública.
Fue también miembro del directorio del Banco Comercial y presidente del Jockey Club.